# Ectopimorpha limerodops
Ectopimorpha limerodops là một loài tò vò trong họ Ichneumonidae.